# Jaïr Ferwerda
Jaïr Ferwerda (Helmond, 28 september 1976) is een Nederlandse freelance televisiepresentator en programmamaker.

## Biografie
Ferwerda werkte acht jaar voor het televisieprogramma Barend & Van Dorp als redacteur-verslaggever. Ook maakte hij samen met Wilfried de Jong en Hugo Borst de serie Over vaders en zonen voor de VPRO. Hierna maakte hij Het Binnenhof van Jaïr op televisiezender Het Gesprek. Verder maakte hij voor Het Gesprek de serie De week van J&R samen met Ronald Olsthoorn en Nikki van der Velden.
Met Sven Kockelmann werkte hij samen aan het interviewprogramma Oog in oog. In 2013 vertrok hij naar Jinek voor zijn bijdragen.
Ferwerda had in NRC Handelsblad een eigen societyrubriek. In R.S.V.P. Jaïr struinde hij feesten en partijen af. Tegenwoordig is hij voor de krant de organisator van 'De Nacht van NRC'. Bij de KRO is hij verslaggever voor het televisieprogramma De Rekenkamer op Nederland 3. Verder maakte hij politieke documentaires voor Nederland 2 bij de AVRO: in 2012 De dag dat Pim Fortuyn won en Het eerste kabinet Balkenende; 87 dagen ruzie en in 2013 het tweeluik Mark vs. Rita over de strijd binnen de VVD om het leiderschap tussen Rutte en Verdonk. In die documentaire kregen oud-campagneleiders Frits Huffnagel en Ed Sinke zoveel jaar na dato een hoogoplopende ruzie met elkaar.
Ferwerda heeft een eigen productiebedrijf JAIR Media. In 2016 richtte hij samen met Jeroen Smit en Sander Heijne de journalistieke start-up Verhalenmarkt op. Het platform is bedoeld om redacties en freelance journalisten makkelijk aan elkaar te koppelen.
Sinds januari 2017 is Ferwerda de vaste verslaggever bij het televisieprogramma Jinek op RTL 4. Dagelijks maakt hij bijdragen voor het programma. In de eerste aflevering bracht hij premier Rutte in verlegenheid door aan te tonen dat hij binnen 48 uur van mening kon veranderen. Rutte sloot eerst de PVV namelijk niet uit maar deed dat later wel. Ook werd na een bijdrage van Ferwerda een kamertje in het Tweede Kamergebouw vernoemd naar verzetsstrijder Gerrit Kastein.
In 2019 zag het televisieprogramma Jaïr in goed gezelschap op NPO 1 het levenslicht. Hierin gaat Ferwerda op pad met Nederlandse topondernemers. Zo loopt hij onder andere mee met Cor van Zadelhoff, Fokke de Jong, Rob Jansen en Sharon Hilgers.
Ferwerda volgde Eva Jinek in 2020 in haar overstap van NPO naar RTL 4. Hij maakt bij die zender zowel items voor Jinek als voor de praatprogramma's Beau, dat op 4 mei 2020 begon en Humberto (televisieprogramma), dat op 7 juni 2021 met een dagelijkse editie begon.
In de zomer van 2021 werd het televisieprogramma Hai Society uitgezonden, dat gepresenteerd werd door Ferwerda. Hierin zocht hij vermogende Nederlanders op in het buitenland.
In maart 2025 deed hij mee met de eerste aflevering van het vijfde seizoen van het televisieprogramma Make Up Your Mind. Hij viel als eerste af.

## Privé
Ferwerda heeft een vrouw en twee dochters.